# Paraparèsia
La paraparèsia és una parèsia d'ambdues extremitats inferiors. Quan el grau d'afectació és complet (paràlisi) llavors s'anomena paraplegia.